# Lipnica (Tuzla, BiH)
Lipnica je naseljeno mjesto u sastavu općine Tuzla, Federacija Bosne i Hercegovine, BiH.

## Povijest
Nakon bečkog rata mnogi su katolički Hrvati izbjegli iz ovih krajeva koji su opustjeli. Ovaj je kraj pripadao župi Dragunja koja je pripadala samostanskom području Gradovrha. Iseljenjem velikog broja katolika župa se ugasila. Samo 30 franjevaca posluživalo je pastoralno cijeli tuzlanski bazen. 1699. se vraćaju u ovaj kraj, ali još ne djeluju zbog osjećaja nesigurnosti, pa u 18. i prvoj polovici 19. stoljeća prebivaju povremeno u Lipnici i na Husinu odakle odlaze u Tuzlu radi pokrivanja vjerničkih potreba za bogoslužjem. Tako se postupno uspostavila Lipnička kapelanija čije je sjedište 1838. godine preneseno u Breške.
KPJ je održao u Tuzli i okolici niz javnih skupova protiv skupoće i predizbornih skupova u drugoj polovici 1920. godine, pored ostalih u Lipnici.
Do 1955. zvala se Lipnica Muslimanska (Sl.list NRBIH, 17/55).

## Uprava
Lipnica je mjesna zajednica u općini Tuzli. Spada u ruralno područje općine Tuzle. U mjesnoj zajednici Lipnici je 31. prosinca 2006. godine prema statističkim procjenama živjelo 1.414 stanovnika u 506 domaćinstava.

## Kultura
U Lipnici djeluje KUD koji se zove po Peji Markoviću.
Izvorna skupina Odjek Lipnice, izvođači tradicionalne narodne glazbe pjevanjem uz violinu i šargiju.

## Šport
- Omladinac, poslije Radnik, nogometni klub

## Gospodarstvo
Razvojno poduzetnički centar Tuzla nalazi se u Lipnici. U Inkubacijskom centru je tridesetak proizvodnih pogona, a u jednom se proizvodi obuća poznate robne marke Prada. Prostor je pripadao rudniku ugljena Lipnica koji je zatvoren. 2004. godine Grad Tuzla 2004. prenamijenio je prostor pretvorio u inkubator malih i srednjih poduzeća, a isto se planira i s prostorima rudnika Bukinje koji je također zatvoren.

## Stanovništvo
Prema Šematizmu provincije Bosne Srebrene za 1856. godinu, a prema podacima iz 1855., u župi Breške naselje Lipnica imala je 73 katoličke obitelji s 540 katolika, a prema Imeniku klera i župa za 1910. godinu, u Lipnici je živjelo 420 katolika i 141 musliman.
| Lipnica            |       |       |       |       |
| godina popisa      | 1991. | 1981. | 1971. | 1961. |
| Hrvati             | 173   | 241   | 449   | 211   |
| Srbi               | 11    | 24    | 55    | 69    |
| Muslimani          | 764   | 874   | 1289  | 884   |
| Crnogorci          |       | 4     | 2     | 1     |
| Albanci            |       | 4     | 7     | 6     |
| Slovenci           |       |       |       | 2     |
| Mađari             |       |       |       | 2     |
| Jugoslaveni        | 145   | 115   | 25    | 92    |
| ostali i nepoznato | 36    | 11    | 14    | 7     |
| ukupno             | 140   | 148   | 182   | 183   |

## Poznate osobe
- Pejo Marković, narodni heroj